# ميخائيل جيمس (لاعب كريكت)
ميخائيل جيمس (9 مارس 1987 في المملكة المتحدة - ) (بالإنجليزية: Michael James)‏ هو لاعب كريكت بريطاني. لعب مع نادي جامعة كامبريدج للكريكيت ‏.

## وصلات خارجية
- ميخائيل جيمس على موقع إي آس بي آن كريك إنفو (الإنجليزية)